# Ilha de Villegagnon
A Ilha de Villegagnon localiza-se no interior da baía de Guanabara, na cidade e estado do Rio de Janeiro, no Brasil.

## História
Denominada como ilha de Serigipe pelos indígenas, e como Ilha das Palmeiras pelos conquistadores portugueses, a sua atual denominação é uma homenagem ao primeiro colonizador, o almirante francês Nicolas Durand de Villegagnon, que a invadiu em 1555, nela erguendo o Forte Coligny, quando da tentativa de estabelecimento da França Antártica.

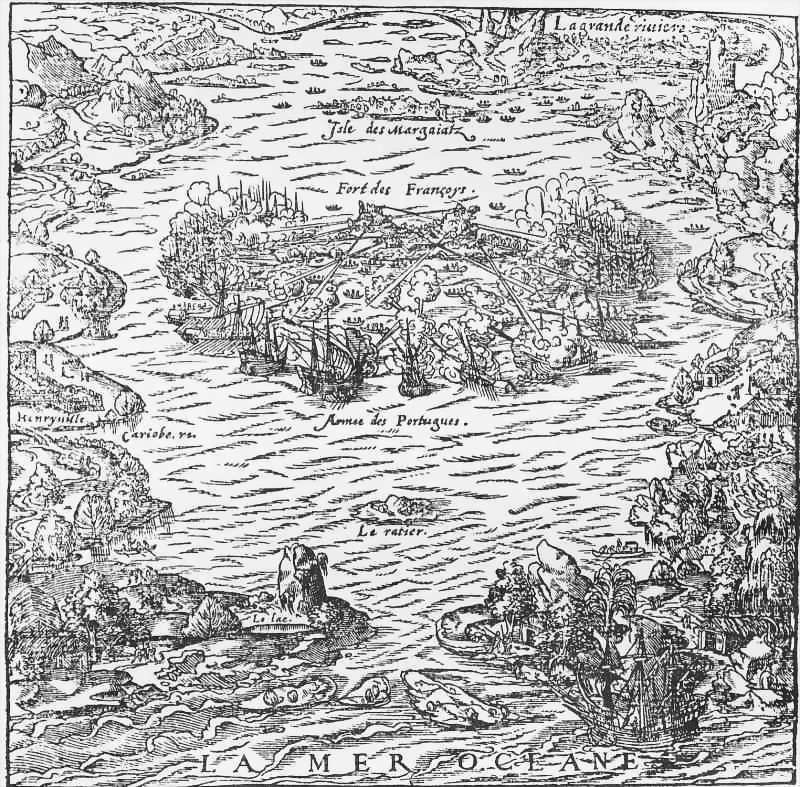
Batalha dos portugueses contra os franceses na baía de Guanabara (1560) (autor desconhecido, 1567).

Durante a invasão, colonos protestantes calvinistas realizaram na ilha o primeiro culto e celebração, nas Américas, da Santa Ceia, conforme as doutrinas reformadas. Pouco tempo depois estes missionários foram questionados por Villegagnon, que os obrigou a declararem os termos de sua fé e, em seguida, foram martirizados. Esta declaração de fé ficou conhecida como a confissão da Guanabara. Em 24 de março de 2007, foi inaugurado um marco na ilha em memória destes acontecimentos.
Em 15 de março de 1560, com a chegada de Amador de Medeiros com reforços oriundos da Capitania de São Vicente, teve lugar o ataque dos portugueses comandados por Mem de Sá, que desembarcou tropas e artilharia na Ilha. Dois dias mais tarde os franceses abandonaram o forte, procurando refúgio junto aos Tamoios. A fortaleza foi arrasada e, no dia 17 de março foi celebrada a primeira missa portuguesa na ilha.

Ruínas da Ilha de Villegaignon, 1894. Arquivo Nacional.

A ilha voltou a ser fortificada pelos portugueses em 1733, quando o Governador Gomes Freire de Andrade fez demolir o monte das Palmeiras, principiando a construção da Fortaleza de São Francisco Xavier da Ilha de Villegagnon.
Em março de 1822, uma expedição portuguesa chegou ao Rio de Janeiro, com o intuito de forçar D. Pedro I a cumprir os decretos das Cortes de Lisboa, e retornar a Portugal. Assim que o Príncipe Regente (1821-1822) foi informado da chegada da expedição, intimou o chefe da esquadra a ordem de fundear os navios e de vir a terra conversar. Declarou-lhe que só permitirá a entrada dos navios se tomasse o compromisso de ficar sob as ordens do governo provisório brasileiro, e que depois que os navios estivessem providos de mantimentos, que voltassem o quanto antes para Lisboa. As embarcações, para o cumprimento das ordens, fundearam, durante a estadia, nas vizinhanças da Ilha de Villegagnon e depois retornaram à capital portuguesa.
Após a Independência do Brasil, a ilha foi transferida para a Marinha e, a partir de 3 de dezembro de 1843 passou a sediar o Corpo de Imperiais Marinheiros.
Em 1935 iniciaram-se as obras de construção da tradicional Escola Naval, sob responsabilidade da Marinha do Brasil, inauguradas em 11 de junho de 1938.